# 天主教帕加迪安教区
天主教帕加迪安教區 （拉丁語：Dioecesis Pagadianensis）是菲律賓一個羅馬天主教教區，屬奥三棉示总教区。1971年11月12日升為教區。
教區包括南三寶顏省東部和南部。2004年有教友797,000人、24個堂區、43名司鐸。現任主教是朗樂·I·盧拉斯（Ronaldo I. Lunas），榮休主教為厄瑪奴耳·加巴扎。